# Nero (1922)
Nero é um filme de drama mudo de 1922, dirigido por J. Gordon Edwards e estrelado por Jacques Grétillat, Sandro Salvini e Guido Trento. O filme retrata a vida do Imperador romano Nero. É agora considerado um filme perdido.

## Elenco
- Jacques Grétillat - Nero
- Sandro Salvini - Horácio Cocles
- Guido Trento - Túlio Hostílio
- Enzo De Felice - Otão